# Akodon aliquantulus
Akodon aliquantulus е вид гризач от семейство Хомякови (Cricetidae).

## Разпространение
Този вид е разпространен в Аржентина.